# Feng Lulu
Feng Lulu (chinesisch 馮璐璐; * 16. Mai 2000) ist eine chinesische Leichtathletin, die sich auf den Sprint spezialisiert hat. 2017 wurde sie mit der chinesischen 4-mal-100-Meter-Staffel in Bhubaneswar Vizeasienmeisterin.

## Sportliche Laufbahn
Erste internationale Erfahrungen sammelte Feng Lulu im Jahr 2017, als sie bei den Jugendasienmeisterschaften in Bangkok in 11,77 s die Goldmedaille im 100-Meter-Lauf gewann und auch über 200 Meter in 24,06 s siegte. Zudem sicherte sie sich auch mit der chinesischen Sprintstaffel (1000 Meter) in 2:09,63 min die Goldmedaille. Anschließend wurde sie bei den Asienmeisterschaften in Bhubaneswar in der Vorrunde über 100 Meter disqualifiziert und gewann mit der 4-mal-100-Meter-Staffel in 44,50 s gemeinsam mit Sun Fengyan, Kong Lingwei und Lin Huijun die Silbermedaille hinter dem kasachischen Team. Daraufhin belegte sie bei den Asian Indoor & Martial Arts Games in Aşgabat in 7,54 s den fünften Platz im 60-Meter-Lauf. Im Jahr darauf siegte sie in 11,68 s über 100 Meter bei den Juniorenasienmeisterschaften in Gifu und sicherte sich auch mit der 4-mal-100-Meter-Staffel in 45,06 s die Goldmedaille. Anschließend schied sie bei den U20-Weltmeisterschaften in Tampere mit 11,84 s im Halbfinale über 100 Meter aus und wurde mit der Staffel im Vorlauf disqualifiziert.
2019 wurde Feng chinesische Meisterin in der 4-mal-100- und 4-mal-200-Meter-Staffel.

## Persönliche Bestleistungen
- 100 Meter: 11,49 s (−0,9 m/s), 14. Mai 2014 in Qingdao
  - 60 Meter (Halle): 7,38 s, 11. Februar 2023
- 200 Meter: 23,60 s (−0,1 m/s), 23. September 2021 in Xi’an